# ألاستير ستيوارت
ألاستير ستيوارت (بالإنجليزية: Alastair Stewart) هو مقدم تلفزيوني وصحفي بريطاني، ولد في 22 يونيو 1952 في هامبشير في المملكة المتحدة.

## وصلات خارجية
- ألاستير ستيوارت على موقع IMDb (الإنجليزية)